# Hotel de Dwarika
El Hotel de Dwarika (en nepalí: द्वारिकाज होटल) es un hotel de lujo en Katmandú, la capital del país asiático de Nepal. Se encuentra ubicado en Battisputali. El hotel es un conjunto de varias casas patrimoniales nepalíes tradicionales que se congregan en torno a patios y es considerado uno de los mejores hoteles de Nepal. El hotel, una instalación de lujo de 5 estrellas de 76 habitaciones acoge a más de 3.000 visitantes al día, y tomó más de 30 años en construirse. Ha ganado el Premio a la Herencia de Asia-Pacífico de la UNESCO para la Conservación del Patrimonio Cultural, además el hotel es conocido por sus esfuerzos en la conservación de la cultura.